# Wapen van Landen

Het wapen van Landen (sinds 1987).

Het Wapen van Landen is het heraldisch wapen van de Belgische gemeente Landen. Het wapen werd op 22 februari 1936 toegekend en op 3 december 1987 in een uitgebreide variant herbevestigd.

## Geschiedenis
Het huidige gemeentewapen is gebaseerd op de oudst gekende gekleurde afbeelding van het wapen van Lanen in een manuscript uit 1529. De stad Landen gebruikte in de 13e eeuw twee verschillende zegels: een met de Brabantse leeuw en een met de Limburgse leeuw. Een 15e-eeuws zegel toonde een dubbelstaartige leeuw, waarschijnlijk de Limburgse. Waarop men de kleuren van de Limburgse leeuw (keel op zilver) in 1529 veranderde (naar sabel op zilver) is niet geweten.
In 1936 ontving de stad Landen ook een officieel zegel, hetgeen was gebaseerd op het historische zegel uit de late 15e eeuw, en nu ook het huidige gemeentewapen is. Het was getopt met een arm die een oorkonde vasthoudt, waarmee men wou aangeven dat Landen - dat in de 15e eeuw was verwoest - hiermee in haar historische rechten werd hersteld, en dit alles werd begeleid door twee bomen aan weerskanten.

## Blazoen
Het wapen heeft de volgende blazoenering:
In zilver een dubbelstaartige leeuw van sabel, geklauwd en getongd van keel. Het schild getopt met een geklede voorarm houdende een oorkonde, alles van goud en begeleid van twee bomen van natuurlijke kleur, het geheel op een grasgrond geplaatst.

## Verwante wapens

Wapen van het hertogdom Brabant.
Wapen van het hertogdom Limburg (volgens het Wapenboek Gelre).